# Trail Creek (Indiana)
Trail Creek es un pueblo ubicado en el condado de LaPorte en el estado estadounidense de Indiana. En el Censo de 2010 tenía una población de 2052 habitantes y una densidad poblacional de 653,7 personas por km².

## Geografía
Trail Creek se encuentra ubicado en las coordenadas 41°41′47″N 86°51′20″O / 41.69639, -86.85556. Según la Oficina del Censo de los Estados Unidos, Trail Creek tiene una superficie total de 3.14 km², de la cual 3.14 km² corresponden a tierra firme y (0%) 0 km² es agua.

## Demografía
Según el censo de 2010, había 2052 personas residiendo en Trail Creek. La densidad de población era de 653,7 hab./km². De los 2052 habitantes, Trail Creek estaba compuesto por el 91.23% blancos, el 5.46% eran afroamericanos, el 0.24% eran amerindios, el 0.58% eran asiáticos, el 0% eran isleños del Pacífico, el 1.17% eran de otras razas y el 1.32% pertenecían a dos o más razas. Del total de la población el 3.31% eran hispanos o latinos de cualquier raza.